# Desmoscolex tenuiseta
Desmoscolex tenuiseta är en rundmaskart som beskrevs av Nikolai Nikolaievich Filipjev 1922. Desmoscolex tenuiseta ingår i släktet Desmoscolex och familjen Desmoscolecidae. Inga underarter finns listade i Catalogue of Life.